# Бат (Мен)
Бат (англ. Bath) — місто (англ. city) в США, в окрузі Саґадагок штату Мен. Населення — 8766 осіб (2020).

## Географія
Місто розташоване біля річки Кеннебек; омивається водами затоки Каско.
Бат розташований за координатами 43°55′54″ пн. ш. 69°50′40″ зх. д. / 43.93167° пн. ш. 69.84444° зх. д. (43.931692, -69.844494).  За даними Бюро перепису населення США в 2010 році місто мало площу 34,23 км², з яких 23,56 км² — суходіл та 10,67 км² — водойми.

### Клімат
| Клімат : Бат            | Клімат : Бат | Клімат : Бат | Клімат : Бат | Клімат : Бат | Клімат : Бат | Клімат : Бат | Клімат : Бат | Клімат : Бат | Клімат : Бат | Клімат : Бат | Клімат : Бат | Клімат : Бат | Клімат : Бат |
| Показник                | Січ.         | Лют.         | Бер.         | Квіт.        | Трав.        | Черв.        | Лип.         | Серп.        | Вер.         | Жовт.        | Лист.        | Груд.        | Рік          |
| Абсолютний максимум, °C | 16,1         | 15,0         | 22,8         | 28,9         | 34,4         | 37,8         | 36,7         | 40,0         | 35,0         | 29,4         | 23,3         | 20,0         | 40,0         |
| Середній максимум, °C   | −0,6         | 1,1          | 6,1          | 12,2         | 18,3         | 23,3         | 26,7         | 26,1         | 21,1         | 15,0         | 8,9          | 2,8          | 13,5         |
| Середній мінімум, °C    | −12,2        | −10          | −5           | 0,6          | 6,1          | 11,1         | 14,4         | 13,9         | 8,9          | 2,8          | −1,7         | −8,3         | 1,8          |
| Абсолютний мінімум, °C  | −45          | −31,7        | −23,3        | −10,6        | −2,8         | 1,1          | 2,8          | 2,8          | −2,2         | −7,8         | −17,2        | −29,4        | −45          |
| Норма опадів, мм        | 103          | 91           | 116          | 114          | 104          | 91           | 84           | 80           | 94           | 106          | 124          | 114          | 1220         |
| ----------------------- | ------------ | ------------ | ------------ | ------------ | ------------ | ------------ | ------------ | ------------ | ------------ | ------------ | ------------ | ------------ | ------------ |
| Джерело:                |              |              |              |              |              |              |              |              |              |              |              |              |              |

## Демографія
Згідно з переписом 2010 року, у місті мешкало 8514 осіб у 3932 домогосподарствах у складі 2172 родин. Густота населення становила 249 осіб/км².  Було 4437 помешкань (130/км²).
Расовий склад населення:
| - 95,1 % — білих - 1,2 % — чорних або афроамериканців - 0,6 % — азіатів - 0,3 % — корінних американців |

До двох чи більше рас належало 2,3 %. Частка іспаномовних становила 1,8 % від усіх жителів.
За віковим діапазоном населення розподілялося таким чином: 22,2 % — особи молодші 18 років, 61,3 % — особи у віці 18—64 років, 16,5 % — особи у віці 65 років та старші. Медіана віку мешканця становила 41,0 року. На 100 осіб жіночої статі у місті припадало 87,7 чоловіків;  на 100 жінок у віці від 18 років та старших — 83,4 чоловіків також старших 18 років.
Середній дохід на одне домашнє господарство  становив 58 131 долар США (медіана — 38 407), а середній дохід на одну сім'ю — 75 725 доларів (медіана — 51 618). Медіана доходів становила 48 784 долари для чоловіків та 33 017 доларів для жінок. За межею бідності перебувало 24,1 % осіб, у тому числі 39,7 % дітей у віці до 18 років та 7,9 % осіб у віці 65 років та старших.
Цивільне працевлаштоване населення становило 3829 осіб. Основні галузі зайнятості: освіта, охорона здоров'я та соціальна допомога — 21,9 %, роздрібна торгівля — 14,7 %, виробництво — 14,6 %.